# Napartheid (canción)

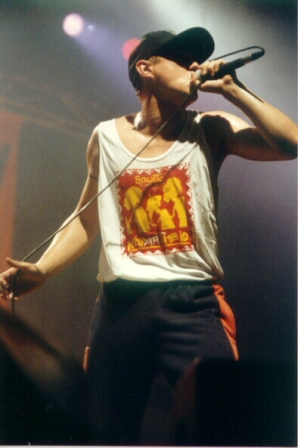
Fermin Muguruza, cantante de Negu Gorriak, luce una camiseta con un diseño de Asisko Urmeneta y las frases:
"Soweto
Euskal Herria baino hobeto
Napartheid"
("Soweto mejor que el País Vasco. Napartheid")

«Napartheid» es el título de una canción del grupo de rock vasco Negu Gorriak, incluida en su primer álbum Negu Gorriak.
También se lanzó como sencillo colaboración entre Gorriak y Hamarrale Silveira eta Xabier eta Huajoloteak, una formación especial de Kojón Prieto y los Huajolotes. El sencillo fue editado en 1993, y se vendió junto al décimo número del fanzine navarro de sátira política Napartheid, escrito íntegramente en euskera. En la cara A apareció una versión en directo del tema «Napartheid», perteneciente al primer álbum de Gorriak. La canción había sido grabada el 9 de noviembre de 1991 durante el concierto que la banda dio en el Pabellón de La Casilla, en Bilbao. En la cara B estaba la versión de Kojón Prieto y los Huajolotes eta Silveira eta Xabier, cuya melodía estaba basada en La Calandria de Pedro Infante, compuesta por Manuel Hernández.

## Significado de la canción
El título es un juego de palabras entre Napar (o Nafar, ambos gentilicios de Navarra, es decir, navarro, en euskera) y Apartheid. El origen del juego de palabras es la Ley foral 18/86, de 15 de diciembre de 1986, del Euskera, (entonces llamada del Vascuence) por la que se regulaba el uso oficial del euskera en la comunidad foral. Según esta ley, Navarra quedaba dividida en tres zonas, vascófona, mixta y no vascófona.
La letra de la canción critica esta regulación, entendiendo la creación de zonas vascófonas similares a los bantustanes que el régimen del apartheid creó en Sudáfrica para concentrar a la población negra:
| Sakana, Bidasoa eta Aezkoako erreserbakoak arbasoeen lurraldetara itxultzeko matxinatu dira. Soweto? Euskal Herria baino hobeto Pitillan ere entzun daiteke. Pretoria Gasteiz eta bere lagunek ondoko izena ezarri arren: Napartheid. | Las gentes de la reserva de Sakana, Bidasoa y Aezkoa se han sublevado para volver a los territorios de sus antepasados. ¿Soweto? Que la situación de Euskal Herria es comparable se puede escuchar hasta en Pitilla. Aunque Pretoria Gasteiz y sus amigos nos hayan impuesto el denominado: Napartheid. |

Alberto Lardiés, en un artículo acerca de los límites de la libertad de expresión publicado por el periódico monárquico ABC, ubicó el tema como ejemplo de canción justificatoria del «uso de las armas» interpretada, según el periodista, por uno de los grupos musicales del «entorno proetarra».
Negu Gorriak tomó el nombre de la canción del fanzine Napartheid, creado en 1988 y escrito íntegramente en euskera.

## Diferentes versiones editadas
Diferentes versiones «Napartheid» han aparecido en varios álbumes de los vascos. Figuró en el VHS Herrera de la Mancha. 90-12-29. La versión del sencillo fue grabada el 9 de noviembre de 1991 durante el concierto que la banda dio Pabellón de La Casilla, en Bilbao. La versión del VHS fue grabada en el concierto del 29 de diciembre de 1990 en los alrededores de la cárcel de Herrera de la Mancha.
La versión en directo del sencillo permanece inédita en CD, pero se puede descargar en formato mp3 desde la página web del fanzine Napartheid (que fueron quienes editaron el sencillo).